# Goniochernetinae
Sous-famille
Les Goniochernetinae sont une sous-famille de pseudoscorpions de la famille des Chernetidae.

## Distribution
Les espèces de cette sous-famille se rencontrent en Australie et en Afrique subsaharienne.

## Liste des genres
Selon Pseudoscorpions of the World (version 3.0) :
- Calymmachernes Beier, 1954
- Conicochernes Beier, 1948
- Goniochernes Beier, 1932

## Publication originale
- Beier, 1932 : Pseudoscorpionidea II. Subord. C. Cheliferinea. Tierreich, vol. 58, p. 1-294.